# Nūrābād (ort)
Nūrābād (persiska: نورابادِ سيمينِه, دَرِّۀ غول, دَرِّه قول, دَرِّه غول, Nūrābād-e Sīmīneh, نورآباد) är en ort i Iran.   Den ligger i provinsen Hamadan, i den nordvästra delen av landet, 300 km väster om huvudstaden Teheran. Nūrābād ligger 2 105 meter över havet och antalet invånare är 434.
Terrängen runt Nūrābād är huvudsakligen kuperad, men norrut är den platt. Terrängen runt Nūrābād sluttar norrut. Runt Nūrābād är det ganska tätbefolkat, med 86 invånare per kvadratkilometer. Närmaste större samhälle är Pasragad Branch, 17,0 km öster om Nūrābād. Trakten runt Nūrābād består i huvudsak av gräsmarker.